# Макаллистер, Аддамс Стрэттон
Аддамс Стрэттон Макаллистер (англ. Addams Stratton McAllister; 24 февраля 1875 года, Ковингтон, штат Вирджиния, США — 26 ноября 1946 года, Клифтон Фордж, штат Вирджиния) — американский инженер-электрик и редактор.
Получил образование в колледже штата Пенсильвания (B.S. 1898; E.E, 1900) и в Корнеллском университете (M.M.E, 1901; Ph.D., 1905).
Был нанят  Berwind-White Coal Mining Company в 1898 году и Westinghouse Electric в 1899 году. Был помощником редактора (1905-12), а затем редактором Electrical World. Был автором многих статей по инженерным специальностям в технических изданиях. В 1915 году стал президентом Illuminating Engineering Society. Им написаны: 
- Alternating Current Motors (1906; третье издание, 1909)
- Standard Handbook for Electrical Engineers (1907)
- Потомки Джона Томсона